# Adélaïde Moundélé-Ngollo
Yvonne Adélaïde Moundélé-Ngollo (Brazavile, 5 de junho de 1944) é uma política brazavile-congolesa que tem servido como Ministra das Pequenas e Médias Empresas no governo do Congo-Brazavile desde 2007. Anteriormente, de 1998 a 1999, foi Diretora Administrativa da Hydro-Congo e Ministra do Comércio de 2002 a 2007.

## Biografia
Moundélé-Ngollo nasceu em Brazavile e é filha de Édouard Mougany, que foi membro da Assembléia Nacional e aliado do presidente Fulbert Youlou. Era casada com Ange Diawara, um oficial militar e primeiro líder do Partido Congolês do Trabalho (PCT) que foi executado em 1973 por seu papel no golpe de 1972. Mais tarde, casou-se com outro político, Benoît Moundélé-Ngollo, que serviu como ministro do governo e como prefeito de Brazaville.
Após as eleições parlamentares, em maio-junho 2002, foi nomeada, em 18 de agosto de 2002, ministra do Comércio, Defesa do Consumidor e Suprimentos sucedendo Pierre-Damien Boussoukou Boumba nessa posição em 21 de agosto. No final de 2002 e início de 2003, desempenhou um papel fundamental nas iniciativas de paz em relação à rebelião Ninja (milícia), liderada por Frédéric Bintsamou. Um acordo de paz foi assinado em 17 de março de 2003 e tornou-se membro do Comitê de Monitoramento da Convenção para a Paz e Reconstrução Nacional.
Nas eleições parlamentares de junho a agosto de 2007, foi eleita para a Assembleia Nacional como candidata do Club 2002, no primeiro círculo eleitoral de Mindouli, localizado no departamento de Pool. Depois de ficar em segundo lugar com 42,1% dos votos no primeiro turno, ela enfrentou o Movimento Congolês para a Democracia e o Desenvolvimento Integral (MCDDI) e seu candidato Jean-Claude Massoba no segundo turno, obtendo o assento. Após as eleições, ela foi transferida de seu cargo de Ministra do Comércio, Consumo e Suprimentos para o de Ministra de Pequenas e Médias Empresas, encarregada da Indústria de Artesanato, em 30 de dezembro de 2007. Seu vice, Auguste Mpassi-Mouba, tomou assento na Assembléia Nacional.